# Otto Weymann
Otto Weymann (* 14. Oktober 1880 in Delitzsch; † 19. Januar 1958 in Bad Godesberg) war ein deutscher Verwaltungsjurist und Oberfinanzpräsident.

## Leben
Nach dem Abitur am Gymnasium Erfurt im Jahre 1899 absolvierte Otto Weymann ein Studium der Rechtswissenschaften an der Universität Lausanne, der Georg-August-Universität Göttingen und der Martin-Luther-Universität Halle-Wittenberg. 1907 promovierte er mit der Dissertation 
"Der Besitzschutz bei Grunddienstbarkeiten nach dem BGB für das Deutsche Reich unter besonderer Berücksichtigung der Frage des Rechtsbesitzes [§ 1029 BGB]". Es folgte das Große juristische Staatsexamen und eine Anstellung als Gerichtsassessor. Er kam in die preußische Zollverwaltung nach Magdeburg, wurde 1910 Regierungsassessor und Verwalter der Stelle eines Oberzollkontrolleuers in Schottburg. Noch im selben Jahr wechselte er zur Oberzolldirektion des Thüringischen Zoll- und Steuervereins in Erfurt. Nach mehreren Stationen in verschiedenen Oberzolldirektionen wurde er 1916 zum Regierungsrat ernannt, kam 1920 in das Reichsfinanzministerium und stieg dort bis zum Ministerialrat auf.
Am 1. August 1937 wurde er zum Oberfinanzpräsidenten in Würzburg ernannt. Ab April 1941 nannte sich die Dienststelle Finanzpräsidium Mainfranken. Am 13. April 1942 wurde er als Oberfinanzpräsident mit der Leitung der Finanzverwaltung in der Westmark beauftragt. In diesem Amt blieb er bis zum Kriegsende. 1950 arbeitete er im Handelsvertragsbüro der Arbeitsgemeinschaft der Industrie- und Handelskammern und der Wirtschaftsverbände. Im Jahr darauf, am 1. April 1951, wurde er Generalreferent für handels- und zollpolitische Fragen beim Deutschen Industrie- und Handelstag (DIHT). Zum Jahresende 1955 trat Weymann in den Ruhestand. Im August 1956 wurde er mit dem Bundesverdienstkreuz 1. Klasse ausgezeichnet. Er wohnte zuletzt im Bad Honnefer Stadtteil Rhöndorf und wurde auf dem dortigen Waldfriedhof beigesetzt.